# 대전 하나 시티즌
대전 하나 시티즌 FC(Daejeon Hana Citizen Football Club)는 대한민국 대전광역시에 있는 축구 선수단이다. 하나금융축구단이 운영하는 남자 프로 축구단이며, 1997년에 창단되었다. 대전광역시를 연고로 하고 K리그1에 참가하고 있다.
1997년 3월 대전 시티즌이라는 명칭으로 대전과 충청 지역 기업들이 컨소시엄을 이루어 출범한 기업구단이었으나, 컨소시엄을 구성한 기업들이 부도 등으로 어려움에 처하자 2005년 11월부터 시민주 공모를 통한 준비작업을 거쳐 2006년 3월에 시민구단으로 재출범하였다. 홈 유니폼의 색상은 자주색이다.
2019년 11월 5일 하나금융그룹이 인수한다는 예비 합의가 있어 시민구단이 된 지 13년 만에 기업구단으로 다시 바뀌게 됐다. 그러나 금융사가 직접 기업을 소유할 수 없는 문제 때문에, 하나금융그룹이 직접 주식을 인수하지 않고 재단법인 하나금융축구단이 대전 시티즌의 상표권과 선수단 등 영업자산을 인수하였다. 이에 따라 2020년 대전 하나 시티즌으로 재출범하였다.

## 역사

### 첫 발자국 (1997)
1996년 6월에 2002년 FIFA 월드컵 공동 유치가 결정되자 대전광역시에서는 월드컵 개최 도시로 선정되기 위한 기반을 조성하기 위해 프로 축구단 창단을 계획하였고, 그 해 10월 4일 대전 프로축구단 창립총회를 가지고 그 실체를 구체화하기 시작하였다. 처음에는 구단 명칭을 대전 레퍼드(Daejeon Leopard)로 결정하였고 나산그룹이 지배 주주로 참여하기로 하였으나, 구단 명칭에 기업명이 들어갈 것을 요구하다가 받아들여지지 않자 컨소시엄 참가를 철회하였다. 그 후 조정 작업을 거쳐 대전 시티즌은 1997년 3월 동아건설, 계룡건설, 동양백화점, 충청은행 등 향토기업들이 컨소시엄을 구성하고, 자본금 45억원으로 1997년 3월 12일 창단식을 거행하고 공식 출범하였다.
김기복을 초대 감독으로 선임하고 그 해 K리그에 참가한 대전 시티즌은 울산 현대와 개막전을 치렀고, 김정수가 골을 성공시키며 구단 창단 골의 주인공이 되었다. K리그 첫해, 신생 팀의 선수들은 자신감으로 가득 찼고 10개 팀들 중 7위 성적은 신생 팀에게는 그리 나쁜 기록이 아니었다. 창단 멤버 중 1명인 미드필더 신진원이 신인상을 받았다.

### 위기에 직면하다 (1998~2000)
창단 이듬해인 1998년은 큰 어려움이 닥친 해였다. IMF 사태가 프로 축구에도 큰 영향을 미쳤다. 대전 시티즌 또한 이러한 금융 위기를 피해 갈 수 없었다. 대전의 메인 보드 역할을 하고 있었던 계룡건설, 동아건설, 동양백화점, 충청은행 중 계룡건설을 제외한 세 개의 기업이 파산했으며 이들 중 동아건설이 속한 동아그룹은 체육부가 1987년부터 8개팀의 프로리그를 실현시킨다는 방안을 검토할 무렵 충청도 연고 구단 물망에 거론되기도 했다. 계룡건설만 유일하게 대전 시티즌에게 재정적 도움을 줄 수 있었으나, 계룡건설 또한 클럽을 혼자서 관리하기에 많은 재정적 어려움이 있었다. 1998 시즌에, 대전 시티즌은 천안 일화 천마를 제치고 9위로 시즌을 마감하였다. 이듬해인 1999 시즌에는 전 시즌보다 9경기가 늘어나 총 27경기를 치르게 되었다. 대전 시티즌은 6승을 따내었으나 18패로 리그 최다 패라는 불명예를 안게 되었다. 최종 순위는 한 순위 상승한 8위였다. 2001 시즌에도 대전 시티즌은 8위를 차지하였다.

### 구단 역사상 첫 우승 (2001~2002)

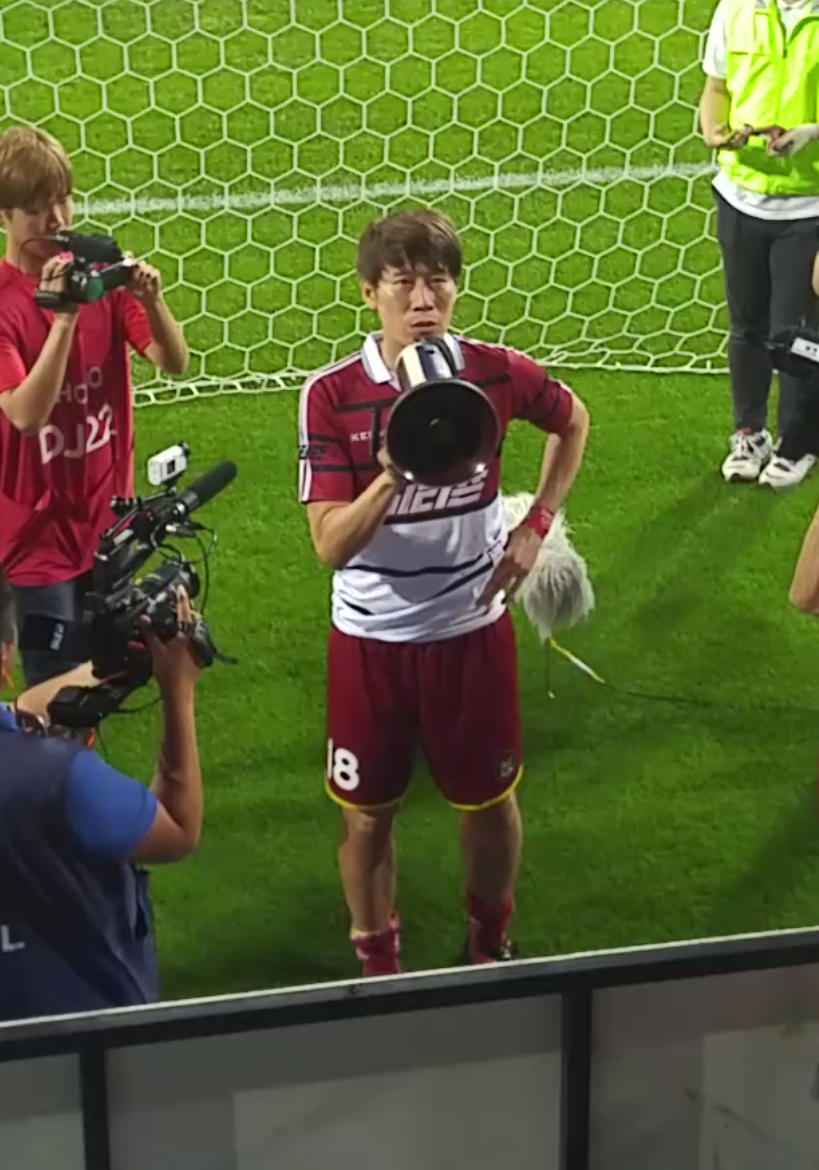
결승전서 결승골을 기록하면서 대전의 FA컵 우승을 이끈 김은중

2001 시즌 이태호 감독이 새롭게 팀에 부임하였고, 한밭종합운동장에서 대전월드컵경기장으로 홈구장을 이전하였다. 새로운 보금자리에서도 비록 리그 성적은 바닥을 기었으나, 새로운 감독의 지휘 아래 대전은 FA컵에서 우승하며 구단 역사상 최초로 우승 타이틀을 거머쥐었다.

FA컵 우승의 주역은 김은중이었는데, 그는 결승전에서 포항 스틸러스를 상대로 경기 내 유일한 골을 터뜨려 우승컵을 들어 올리게 한 결정적인 역할을 하였다. 또한 FA컵 우승으로 아시안 컵 위너스 컵이 통합됨에 따라 새롭게 개편된 2002-03 AFC 챔피언스리그 참가 자격을 얻게 되었다.
하지만 리그에서는 전북 현대 모터스와 동일한 승점을 획득하였지만 골 득실에서 밀려 10개 팀 중 꼴찌라는 불명예를 안았다.
대전 시티즌은 2002 시즌에서도 최하위를 기록하면서 2년 연속 꼴찌를 기록했고, 심지어는 단 1경기만을 승리로 챙겨 전 시즌보다 9위와의 승점 차이가 심해졌다. 그에 따라 이태호 감독이 스스로 책임을 물어 사임하였다. AFC 챔피언스리그에서는 작은 성과를 보였는데, 조별 리그에서 가시마 앤틀러스와 상하이 선화를 꺾은 것이었다. 그러나 태국의 BEC 테로 사사나에 밀려 2위에 머물러 토너먼트에는 진출하지 못하였다.
2002년에 일어난 또 다른 변화는 IMF 위기 때 유일하게 살아남았던 계룡건설이 대전에 대한 후원을 더 이상 하지 않겠다고 선언한 것이다. 위기의 상황에서 다행스럽게도 대전광역시청이 대전 시티즌에게 재정적 후원을 약속함에 따라 이듬해에도 계속 리그에 참가할 수 있게 되었다.

### 축구특별시로 거듭나다 (2003~2008)

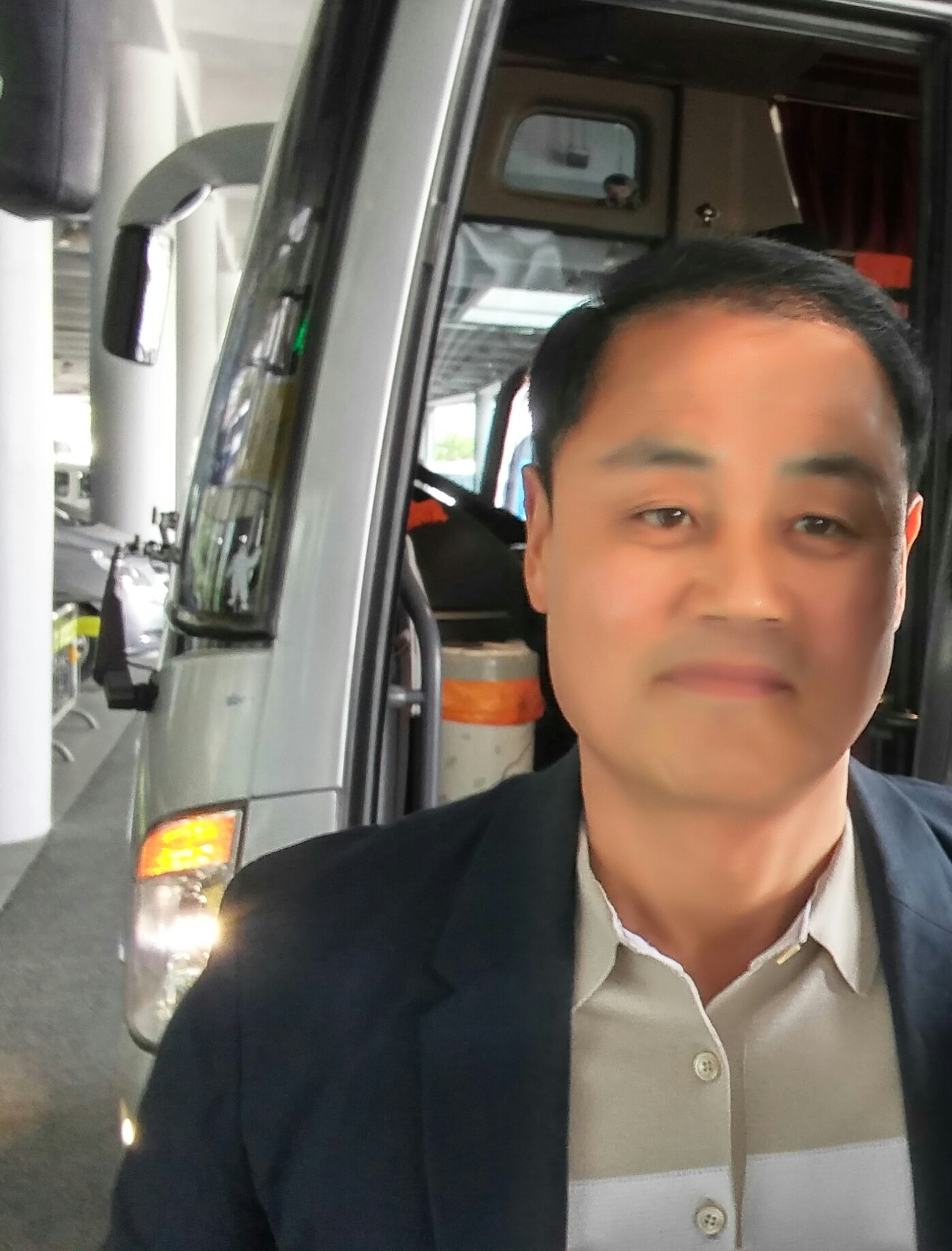
대전을 축구특별시로 이끌었던 최윤겸 감독

2003 시즌을 앞두고 이태호 감독의 뒤를 이어 전 부천 SK의 감독이자 대전 출신의 최윤겸이 신임 감독으로 부임하였다. 최윤겸은 신속하게 팀을 자신의 4-3-3 전술에 맞게 적응시켰다. 결과는 "기적의 2003년"이라는 문구를 만들었다. 12개의 팀 중에서 6위를 기록하였고, 총 44개의 경기 중에서는 18경기를 승리로 이끌었다. 리그 참가 이후 대전 역사상 가장 높은 순위에 앉았으며, 홈에서의 승률 1위를 달성했다. 이 시즌에 퍼플 아레나에는 구름 관중이 몰렸다. 평균 관중 19,092명을 기록했고 주중 최다 관중 43,770명을 기록했다. 스포츠 서울 선정 '올해의 인기구단'에 뽑혔고, 푸마 스포츠 투데이가 선정한 '최우수 구단'에도 이름을 올렸다.
2004 시즌에는 2003 시즌의 모습을 유지하기는 매우 힘들었다. 간판 스트라이커 김은중이 FC 서울로 이적하자 많은 대전팬들이 김은중의 유니폼을 불태우는 등 분노하였다. 김은중이 이적한 이후 총 24경기에서 단 18골을 넣었다. 인천 유나이티드가 새롭게 참가하여 총 13팀이 된 리그에서는 10위를 기록하였다. FA컵에서는 준결승전까지 진출했는데, 부천 SK와의 준결승전에서 승부차기 끝에 패배하였다. 하우젠 컵에서는 결승전에 진출하였지만 성남 일화 천마에게 패배하여 준우승을 차지하였다.
이듬해인 2005 시즌에도 공격력의 부재는 계속되었다. 총 24경기에서 19득점을 했는데 40골을 넣은 성남 일화 천마와 굉장히 비교될 만한 골 결정력이었다. 반면에 실점은 불과 20점을 실점(부천 SK에 이어 두 번째로 최소)하면서 최종적으로는 7위에 올랐다. 두 개의 컵에서는 괄목할 만한 성과를 거두지 못하였다. 경남 FC가 새롭게 참가한 이듬해에도 대전 시티즌은 14개 팀 중 10위를 기록하였다. 득점력은 많이 증가하였는데 여기에는 7골을 넣은 데닐손의 공이 컸다.
시민구단 전환 첫 해인 2006년에는 신인으로 입단한 배기종이 좋은 활약을 보이며 축구팬들이 뽑은 '2006년 가장 기대되는 최고 신인선수'에 선정되는 등 염기훈과 함께 강력한 신인왕 후보로 급부상하였다. 하지만 그 해 여름 전남 드래곤즈와 사전접촉을 했다가 적발되었고, 이에 대전 구단은 처벌 대신 배기종을 수원 삼성 블루윙즈로의 이적 보내는 것을 추진하였다. 하지만 배기종이 이를 거절하면서 대전 구단은 그 해 12월 1일에 그를 임의탈퇴 선수로 공시하면서 배기종은 신인상을 놓쳤고, 팬들로부터 '배신기종'이라는 별명을 얻는 등 큰 비난을 받았다.
2007년 시즌에는 3월 최윤겸 감독이 이영익 코치를 폭행하여 중상을 입힌 불미스러운 사건을 일으켜 사임 의사를 표명했다. 대전 구단 측에서 6개월 감봉의 징계를 내린 뒤 이영익 코치와 화해시켜 일단락되는 듯 했지만, 6월 폭행 혐의로 이영익 코치가 최윤겸 감독을 고소하면서, 결국 최윤겸 감독과 이영익 코치 둘 다 구단의 명예를 실추시켰다는 이유로 해임되었다. 이에 최윤겸은 대전 구단 홈페이지에 사과문을 올렸고, 2007년 11월 대전지방법원에서 최윤겸 감독에게 징역 1년 및 집행유예 2년, 축구교실 사회봉사 80시간의 처벌을 받았다.
한편 최윤겸의 후임으로 국가대표팀 감독으로 1994년 FIFA 월드컵에 참가했었던 김호 감독이 사령탑에 올랐다. 최윤겸이 사임할 당시 순위는 11위였으나 데닐손과 김호의 애제자 고종수의 활약으로 7위까지 올라섰다. 2007 시즌 정규 리그의 마지막 라운드를 앞두고 FC 서울이 승점 37점을 기록하고 있었고, 대전이 34점을 기록하고 있었다. FC 서울의 마지막 경기 상대는 12위의 대구 FC, 대전의 마지막 상대는 2위의 수원 삼성 블루윙즈였다. 절대적으로 서울이 유리한 라운드에서 놀랄 만한 결과가 나왔다. 대구가 서울을 1-0으로 꺾었고, 대전이 수원을 1-0으로 꺾은 것이다. 대전과 서울의 승점은 동일하였고, 심지어는 득실차까지 +7로 똑같은 상황에서 대전이 다득점을 통해 6강 플레이오프에 진출하였다. 플레이오프에 울산에 패배했지만, 사상 첫 플레이오프 진출이라는 의미가 있었다. 2008 시즌에는 13위를 차지하여 총 팀 숫자와 무관하게 기록상으론 가장 낮은 순위를 기록했다.

### 흔들리는 대전 (2009~2013)
2009 시즌 중반에는 김호 감독과 송규수 사장이 성적 부진 문제와 더불어 구단과의 마찰로 사임했고, 왕선재 수석코치가 감독 대행으로 부임하여 좋은 성적을 거둬 정식 감독으로 승격했다. 왕선재 감독은 2011 시즌 자신만의 탄탄한 수비와 빠른 역습을 토대로 한 실리축구를 토대로 브라질 공격수 박은호를 앞세워 시즌 초반에는 리그 1위에 등극하는 등 돌풍을 이끌었고, 특히 박은호는 울산 현대와의 리그 개막전서 프리킥으로만 두골을 성공시키는 등 물오른 득점력을 과시하며 대전의 돌풍을 이끌었다. 하지만 2011 시즌 K리그 승부조작 사태가 발생하면서, 사장을 비롯한 이경환, 권집, 신준배 등의 선수 대다수가 영구제명되었을 뿐 아니라 대전 구단의 임직원 등이 사퇴하는 등 파장이 커지자 왕 감독은 책임을 지고 2011년 7월 자진사퇴하였다.
공석이 된 대전 시티즌의 감독 자리에는 잠시 신진원이 감독대행직에 올랐고, 7월 9일 포항 스틸러스와의 원정경기에서 7 – 0 패배를 기록한데 이어 곧이은 경남 FC와의 원정경기서 7 – 1 참패를 기록, 두 경기 연속 7골을 실점하였다.
이후 유상철 신임 감독이 부임하였고, 7월 23일 대전월드컵경기장에서 열린 강원 FC와의 감독 데뷔전에서 대전의 승리를 이끌었고, 어수선한 구단을 분위기를 추스르고 과감한 전술 변화를 토대로 리그 꼴찌를 면했다.
2012 시즌을 앞두고 15년 가까이 대전의 골대를 지킨 최은성이 구단 사무국과의 갈등으로 자유계약으로 팀을 떠났으며, 협상 당시 당시 사장이였던 김광희 사장이 최은성에게 막말을 한 사실이 알려지며 논란이 되었다. 당시 구단주였던 염홍철 시장이 직접 최은성을 찾아가 대전으로 복귀할 것을 부탁했지만,최은성은 이를 거부하고 자유계약으로 전북 현대 모터스로 이적했다. 이에 분노한 대전팬들은 경남 FC와의 시즌 개막전에서 응원 현수막을 거꾸로 매단 채 응원을 보이콧하였고, 특히 전북 현대 모터스와의 홈 개막전서 21분 동안 서포팅을 거부하면서 김광희 사장과 당시 대전 구단의 전력강화팀장이였던 최은식 팀장의 퇴진을 요구하였고, 이 사건에 대한 책임을 지고 당시 대전 사장이였던 김광희 사장이 사임하였고, 전종구 사장이 대전의 대표이사직에 부임하였다.
또한 대전구단은 최은성의 업적을 기리기 위해 그의 등번호였던 21번은 향후 21년간 영구결번하기로 결정하였다.

한편 2012년엔 케빈 오리스를 영입하면서 K리그 최초로 벨기에인 영입을 성사시켰고, 전북 현대로부터 과거 세계 10대 프리키커로 선정된 바 있는 김형범과 독일 월드컵 국가대표 출신 정경호 등을 영입하였다.
하지만 개막전부터 3월 18일 FC 서울과의 3라운드까지 대전은 무득점으로 3연패했으며, 특히 인천축구전용구장에서 열린 인천 유나이티드와의 리그 4라운드 경기서 대전팬 일부가 인천의 마스코트를 폭행하며 논란이 일었고, 결국 대전 구단은 해당 서포터즈에게 1년 대전 경기 출입금지를 내렸다. 4월 11일 당시 선두였던 수원 삼성 블루윙즈를 상대로 승리하며 시즌 첫승을 거둔이후 부진에서 벗어났으며, 리그 13위를 거두며 다행히도 강등을 면하였다.
한편 9월 26일 전남 드래곤즈와의 홈경기를 10년만에 한밭종합운동장에서 경기를 치렀고, 이날 경기에는 김기복 초대감독과 더불어 정성천, 이관우, 장철우, 신진원 등의 과거의 대전의 스타들이 대거 방문하기도 했다.
2012 시즌이 종료된 후 유상철 감독이 계약기간 만료로 감독직에서 물러났다.
유상철 감독의 후임으로 김인완 전 부산 아이파크 수석 코치가 사령탑으로 취임하였으며, 선수의 능력을 극대화 시킬수 있는 축구를 펼칠것을 밝혔다.
하지만 3월 3일 전북 현대 모터스와의 홈개막전서 1 – 3 패하며 불안한 시작을 알렸으며, 3월 31일 인천 유나이티드와의 원정 경기서 승리한 이후 8월이 돼서야 강원 FC전을 통해 두번째 승리이자 홈 첫 승을 거두는 등 부진을 겪었고, 김인완 감독은 성적 부진으로 인한 스트레스로 시즌 도중 사임 의사를 표명했으나 구단주가 반대하여 사임하지 못하였다.
하지만 이후 건강 상의 이유로 입원함으로 9월 28일 강원 FC와의 홈경기를 끝으로 사표를 제출하였고, 조진호 수석코치가 감독 대행을 맡게 되었다.
조진호 감독대행은 팀의 새로운 바람을 불러일으키며 대구FC와의 홈경기서 3 – 2 극적인 역전승을 시작으로 5승 2무 1패라는 좋은 성적을 일궈냈다. 그러나 초반의 부진을 이겨내지 못한채 11월 27일 경남 FC와의 원정경기서 승리하지 못하며 2부 리그인 K리그 챌린지로 강등이 확정되었다.
2013 시즌을 끝으로 전종구 사장이 성적부진에 책임을 지고 사임하였다.

### 축구특별시의 부활 (2014)
전종구 사장의 후임으로 김세환 사장이 새로 부임하였다. 김세환 사장은 무보수로 일하며 사무국장직 폐지, 선수단 규모 축소, 투명한 선수선발을 목적으로 한 선수선발위원회 신설 등으로 구단을 개편하였다.
감독으로는 지난 시즌 막판 돌풍을 이끌었던 조진호가 유임되었으며, 대전의 레전드 김은중이 플레잉 코치로 영입되며 10년 만에 대전으로 복귀하며 과거 대전으로 돌아오겠다고 했던 팬들과의 약속을 지켰다. 시즌 개막전서 대전은 수원 FC와의 경기에선 4 – 1로 대패하며 불안한 시작을 알렸다. 하지만 홈 개막전이자 2라운드인 고양 Hi FC전에서 브라질 용병 아드리아노의 멀티골과 장원석의 프리킥골, 신예 서명원의 골을 앞세워 4 – 1 대승을 거두었으며, 이날 경기에서 김은중이 출전함으로써 대략 10년 7개월만에 대전 유니폼을 입고 경기에 출전하였다. 이후 6월 21일 대구 FC와의 원정 경기까지 리그 14경기 연속 무패를 이어가며 팀의 최다 연속 무패 기록을 세웠고, 조진호 감독은 정식감독으로 승격되었다. 5월 24일 수원 FC와의 홈 경기에선 김은중이 결승골을 성공시키며 2003년 8월 20일 안양 LG 치타스전 골 이후 대략 11년 만에 대전 복귀골을 신고하였다. 6월 29일 안산과의 원정 경기서 6-1로 참패하며 연속 무패 기록을 마감했다. 선발 골키퍼를 김선규에서 박주원으로 교체한 7월 FC 안양전에서는 박주원의 활약과 아드리아노의 한국 무대 입문후 첫 해트트릭을 바탕으로 4 – 0 대승을 거두었다. 아드리아노의 해트트릭은 2012년 케빈 오리스 이후 2년 만에 대전 소속 선수의 해트트릭 기록이었다. 한편 시즌 중반 김세환 사장이 선수 선발 과정에서 외부의 압력과 입김을 철저히 배제하기 위한 철저한 검증 과정인 선수선발위원회를 마침내 발족하였으며, 선수선발위원회가 뽑은 최초의 선수로는 인천 유나이티드로부터 임대 영입한 김대중이 되었다. 8월 9일 고양전 1 – 0 승리를 통해 대전은 홈 13경기 연속 무패를 기록, 한 시즌 홈 11경기 무패로 한시즌 홈 경기 최다 연속 무패 기록 역시 갱신하였다. 하지만 9월 윤원일의 부상과 더불어 임창우의 2014년 인천 아시안게임 출전 등의 공백으로 9월 13일 수원 FC전 무승부를 시작으로 9월 17일 광주 FC와의 홈경기서 0-1로 패해 시즌 홈 첫 패를 기록함과 동시에 홈 경기 연속 무패 행진이 끝났다. 이후 10월 25일 광주 FC전 패배까지 총 6경기 연속 무승으로 잠시 부진을 겪기 시작하였으나 강원과의 경기를 기점으로 3 – 1 승리하며 부진을 떨치며 우승 조기 확정을 눈 앞에 두었다. 부천과의 경기에서의 승리를 통해 결국 승격 및 우승을 조기 확정지었다. 수원 FC와의 2014 시즌 홈 마지막 경기에선 돌아온 김은중의 골 등을 묶어 5 – 2 대승을 거두었다. 대전은 2016 시즌, 창단 이후 처음으로 한 시즌에 20승 이상을 거두었으며, 시즌 종료 후 열린 시상식에서 아드리아노는 2014 시즌 2부 리그 MVP, 득점왕, 베스트 일레븐을 모두 휩쓸었고 시즌 총 27골을 기록하며 K리그 챌린지 한 시즌 최다 골 기록과 더불어 대전 역사상 한 시즌 최다골의 기록을 경신하였다. 조진호 감독 역시 최우수 감독상을 수상하였으며, 임창우, 박주원 등도 베스트 일레븐 선정의 영광을 누렸다.

### 잃어버린 5년 (2015~2019)

#### 2015년

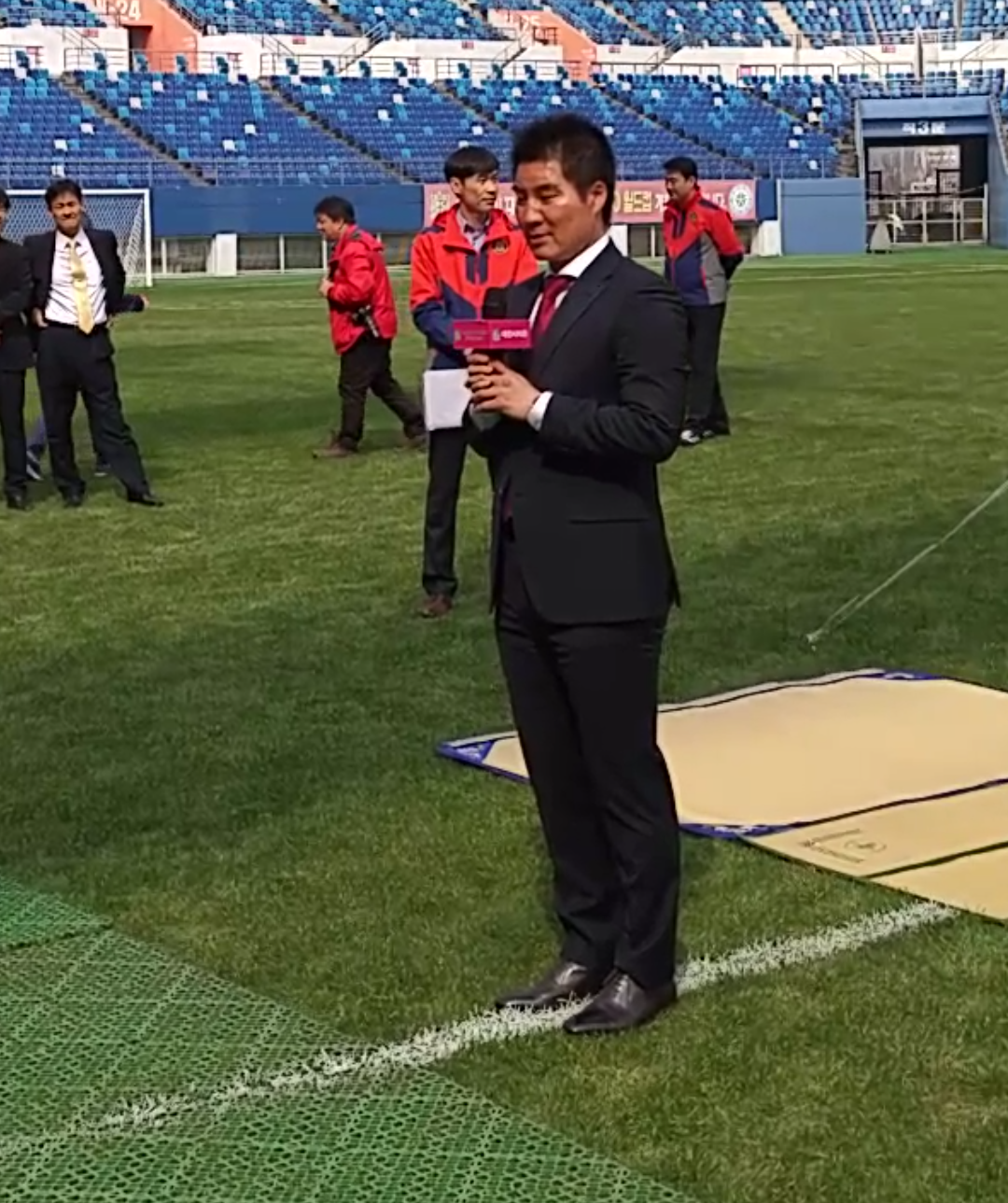
2015 시즌 중반부터 2016 시즌까지 대전을 지휘한 최문식 감독

K리그 클래식으로 돌아와서 치르게 된 2015 시즌을 앞두고 정석민, 임창우, 안영규, 장원석 등 다수의 주축 선수들이 이적, 군 입대, 임대 복귀 등의 이유로 팀을 이탈하였고, 김은중은 은퇴를 선언하였다. 지난 시즌 승격의 1등 공신이였던 아드리아누는 재계약 과정이 늦어져 전지 훈련에도 불참하는 등 팀 합류가 늦어졌다. 또한 김세환 사장이 사퇴하고 전득배 사장이 새로 부임하였다. 전득배 신임 사장은 기존에 있던 선수선발위원회를 폐지하였으며 사무국장 제도를 다시 부활시켰으며, 선수단의 규모를 다시 확대시켰고, 이에 대전의 구단 직원들은 전득배 사장의 이러한 독단적인 구단 운영에 반발하며 고용안정과 시민구단으로서 대전의 중장기적 발전을 꾀하는 것을 목적으로 K리그 최초의 구단 노동조합을 설립하였다. 리그 개막전에서 부산에 패한 것을 시작으로 개막 후 11라운드까지 수원을 상대로 거둔 1승 외에는 무승을 거듭하며 부진에 빠졌다. 이후 전북과의 원정 경기를 끝으로 계약 조건을 토대로 조진호 감독이 이에 대한 책임을 지고 사퇴, 사실상 경질되었다. 그로 인해 마이클 김 수석코치가 감독 대행으로 5월 30일 포항 스틸러스 원정경기를 지휘하였고, 이날 경기서 황인범이 골을 성공시키며 구단 역사상 최연소 골 기록을 갱신하였다. 그 후 마이클 김 코치는 물러났고, 후임 감독으로 대한민국 U-23 축구 국가대표팀 수석 코치로서 한국의 2014년 인천 아시안게임 금메달을 이끈바 있는 최문식 감독을 선임하였으나, 전득배 사장이 구단 직원들과 구단주에 말도 없이 혼자 일방적으로 선임하였다는 기사가 보도되어 논란이 되었다. 최문식 신임 감독은 여름 이적 시장을 통해 대전의 대표 골잡이였던 아드리아노를 이적시킨 것을 포함하여 선수단을 무려 20명 가까이 바꾸는 초강수를 두었으나, 부임 후 6월 3일 수원 삼성 블루윙즈와의 경기를 시작으로 8월 19일 성남 FC와의 경기까지 무려 13경기 연속 무승에 그치며 극심한 부진에서 좀처럼 벗어나지 못하였다. 게다가 유소년 팀을 거쳐 2015 시즌 신인으로 혜성같이 등장해 미드필드진에서 활약했던 황인범마저 7월 12일 전남 드래곤즈전에서 발가락 부상으로 시즌 아웃을 당하는 등 악재가 이어졌다. 8월 19일 광주 FC와의 원정 경기서 2 – 1로 승리하며 최문식 감독 선임 이후 첫 승이자 4월 이후 4개월 만의 승리를 거두었다. 하지만 대전은 다시 부진에 빠졌고, 10월 4일 대전 홈에서 열린 울산 현대와의 스플릿 라운드 이전 마지막 경기서도 승리하지 못하며, K리그 구단 최초로 스플릿 라운드 이전 홈경기 무승이라는 불명예를 얻었다. 10월 18일 전남 드래곤즈와의 홈경기에서 1 – 0으로 승리하며 2015 시즌 홈 첫 승을 거두었고, 10월 24일 부산 아이파크와의 홈 경기에서 승리하며 2연승을 기록하며 선전하는 듯 했지만, 11월 7일 울산 현대전에서 패하며 강등을 확정지었으며, 많은 대전팬들이 최문식 감독의 사퇴를 촉구하였다. 이후 대전은 인천과 광주를 상대로도 연달아 패하며 2015년 한 시즌 동안 단 4승밖에 거두지 못하는 굴욕을 당하였다. 시즌 종료후 전득배 사장이 성적 부진에 책임을 지고 사임하였다.

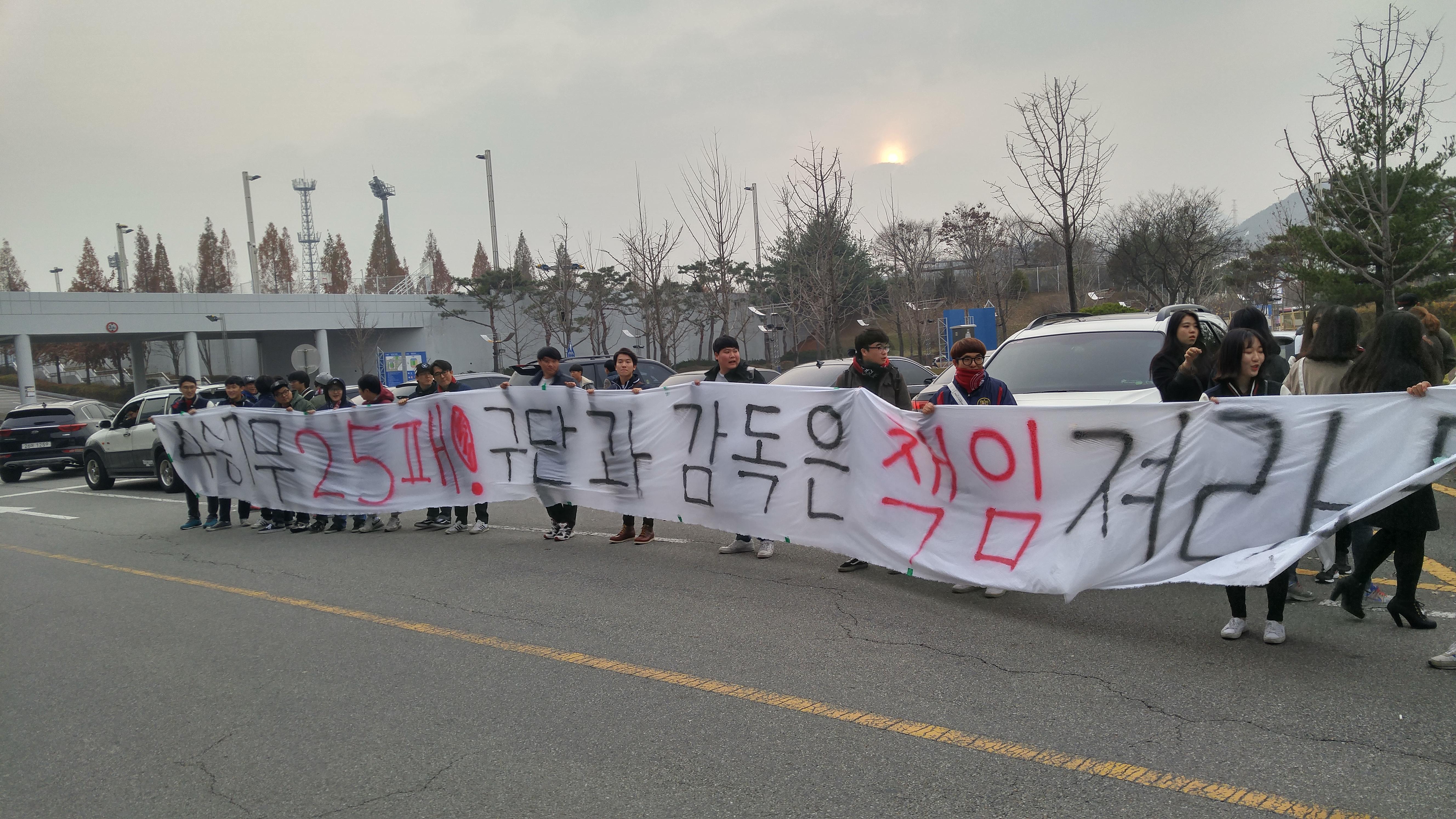
2015 시즌 부진에 대한 항의를 표하는 대전 팬들

#### 2016년
시즌 종료 후 전득배 대표이사의 후임으로 윤정섭이 선임되었다. 논란이었던 최문식 감독의 거취 문제는 결국 유임으로 결정되었으며, 최문식 감독은 선수단을 무려 20명 이상을 바꾸는 등의 대대적인 선수단 개편 작업에 나섰으며, 2016 시즌도 지난 시즌과 마찬가지로 자신의 축구 철학을 토대로 한 FC 바르셀로나식 패스 위주의 축구를 통한 팀 컬러를 맞추는데 주력할 것임을 밝혔다. 하지만 3월 26일 대구와의 리그 개막전서 2-0 패한것을 시작으로 4월 9일 안산전까지 개막 이후 3경기 연속 무득점에 그쳤다. 4월 23일 부천과의 원정 경기에서 김동찬이 2016 시즌 리그 첫골을 기록했으나 1-3 역전패하며 리그 4연패를 기록했고, 최문식 감독은 경기 직후 인터뷰를 통해 4연패에 대한 책임을 지겠음을 밝히며 사퇴를 암시하였다. 대전 구단이 후임 감독을 물색하고 있다는 보도가 전해지자, 윤정섭 대표이사는 후임 감독 물색설을 일축하며 최문식 감독을 재신임 할 것을 밝혔다. 대전 서포터즈들의 최문식의 사퇴를 촉구하는 걸개가 걸린 4월 24일 부산전에서 대전은 2-1로 승리하며 시즌 첫 승을 거두었다. 이후 고양, 연세대학교와의 FA컵 경기에서 승리하며 3연승에 성공했고, FC 안양과의 경기에서 비기며 4경기 연속 무패를 기록했다. 5월 25일 서울 이랜드와의 홈경기서 김동찬이 골을 성공시키며 리그 7경기 연속골을 기록하며 주민규가 세운 K리그 챌린지 최다연속골 기록과 타이를 이룸과 동시에 대전 구단 최다연속골 기록을 갱신하였다. 6월 24일 AFC 튀비즈와의 It's Daejeon 축구대회를 개최하였으며, 이날 경기를 통해 구단의 레전드인 김은중의 은퇴식을 거행하였고, 김은중의 18번은 향후 18년간 결번되는 것으로 결정되었다. 한편 이날 경기는 김은중이 후반 교체출전해 헤딩골을 성공시키는 등의 활약을 앞세워 대전이 3-1로 승리를 거두었다. 시즌 중반 대전 시의회가 구단이 올린 추경예산안을 반토막 내면서 대전 공수의 핵심인 완델손과 실바와의 재계약이 불발되었고, 7월 9일 대구전을 끝으로 대전을 떠났다. 8월 28일 안산과의 홈 경기서 5-0 승리를 거두며 창단 후 최다 득점차 승리를 거두었다. 9월 7일 대구와의 홈경기서 1-1 무승부를 거두며 홈 11경기 무패 행진을 기록하며 한 시즌 홈 최다무패기록과 타이를 이루었으며, 9월 19일 부천과의 홈경기서 무승부를 기록하며 한시즌 홈 최다무패기록을 12경기로 갱신하였다. 10월 19일 플레이오프 진출의 마지노선인 5위에 랭크된 부산 아이파크가 강원 FC를 상대로 승리를 거두며 대전과의 승점차를 벌리면서 대전은 승강 플레이오프 진출이 좌절되었다.
플레이오프 진입에 실패하자 윤정섭 사장이 사의를 표명했고, 10월 29일 최문식도 성적 부진의 책임을 지고 대구와의 리그 마지막 경기를 끝으로 사임하였다. 한편 대전의 주축 공격수 김동찬은 리그 최우수 선수상, 최다 득점상, 베스트 일레븐을 모두 휩쓸었으며, 황인범 역시 리그 베스트 일레븐에 선정되었다.

#### 2017년

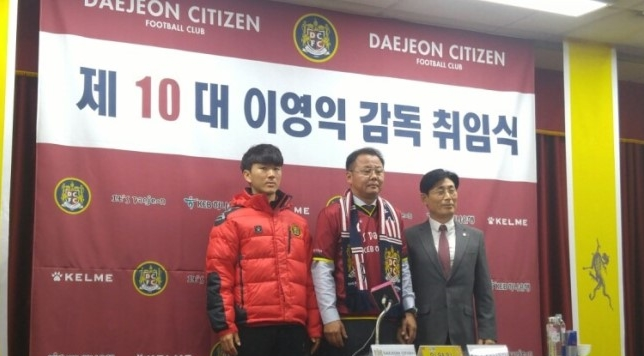
대전시티즌 10대 이영익 감독 공식취임식

하지만 대전 구단은 사의를 표명한 윤정섭 사장을 유임하였고, 한편 대전시티즌 코치 출신인 이영익 前 경남 FC 수석 코치를 최문식의 후임이자 대전의 10대 감독으로 선임하였다. 하지만 일부 팬들은 과거 최윤겸과 함께 폭행파문에 연루되어 해임되었었던 이영익의 감독 선임을 반대하기도 하였다. 11월 17일 대전월드컵경기장에서 공식적인 이영익 감독의 취임식을 가졌고, 경험 있는 선수들을 대거 영입함으로써 선수들과 신구 조화를 이루어냄과 동시에 선수들간의 신뢰를 바탕으로한 공격과 실리축구를 다 필요로 하는 현실적인 축구를 펼칠것임을 밝혔고, 또한 과거 폭행파문에 있어서는 최윤겸과 오해를 풀었음을 밝혔다. 4년 가까이 대전의 골문을 지켜온 박주원이 군에 입대하였고, 2016 시즌 대전의 부주장으로 활약했던 김선민이 대구 FC로 이적하였고,2016 시즌 K리그 챌린지에서 득점왕을 수상했던 대전 공격의 핵심인 김동찬이 태국의 BEC 테로 사사나로 이적하였다.
12월 26일 대전의 2014년 K리그 챌린지 우승 주역이였던 유나이티드의 장원석을 트레이드로 영입하였고,
1월 3일 경남 FC로부터 2016년 K리그 챌린지에서 득점 2위를 차지한 크리스티안 더널라케와 최다 도움을 기록한 이호석을 동시에 영입하였다.
1월 4일 제주로부터 골키퍼 전수현을 추가로 영입하였지만 이 과정에서 대전 구단 창단 20주년 엠블렘이 조기로 유출되며 논란이 일었다.
1월 7일 대전 구단의 창단 20주년 기념 엠블렘이 공식적으로 공개되었다. 1월 18일 J2리그 파지아노 오카야마로부터 2006 독일 월드컵 국가대표 출신 수비수 김진규를 영입하였다.
3월 4일 안산 와~ 스타디움에서 열린 안산 그리너스 FC 창단 첫 경기이자 리그 첫 경기를 통해 이영익은 감독으로서 데뷔전을 가졌고, 대전은 전반 막판 나시모프에게 선제골을 허용하였지만, 후반 시작과 동시에 이호석이 동점골을 성공시키며 대전의 시즌 첫골을 성공시켰다. 하지만 이후 불안한 수비와 공격의 한계를 드러내며 후반 막판 한건용에게 극장골을 허용하며 2 – 1로 패배, 불안한 시작을 알렸다. 3월 18일 서울 이랜드 FC와의 홈경기를 통해 시즌 첫승을 기록하였다.
3월 30일 윤정섭 대표이사가 돌연 사표를 제출하며 정치적 외압이 있었다는 주장이 제기되면서 논란이 일었고, 사표 제출 하루만에 사표가 반려되며 윤정섭 대표이사는 대표이사직을 유지하게 되었다. 이후 대전은 연패를 지속하며 부진하기 시작했고, 5월 7일 경남 FC전에서 패배하여 리그 최하위로 떨어졌다. 또한 4월 22일 부산 아이파크전 패배를 시작으로 6월 5일 부산 아이파크전까지 총 리그 7연패를 기록하며 극심한 부진에 빠졌고, 설상가상으로 2017년 FIFA U-20 월드컵 개최 문제로 한달 가까이 홈경기장과 클럽하우스를 사용하지 못하며 대회 기간 동안 임시로 보은에서 지내기도 히였다.
6월 13일 수원 FC전 4 – 3 승리를 통해 리그 2승을 거두며 연패를 끊어냄과 동시에 구단 통산 200승을 거두었다. 한편 6월 30일 It's Daejeon 축구대회 본경기를 앞두고 창단 20주년을 맞아 이벤트성 경기로 김은중, 이관우, 장철우 등의 대전 구단 레전드들을 대거 연합한 대전 시티즌 OB팀과 조영구, 방대한 등의 연예인들이 소속된 회오리 축구단과의 친선 경기를 가졌고, 대전 OB팀이 김은중의 해트트릭과 이관우의 멀티골을 앞세워 5 – 1로 승리하였다. 한편 대전은 여름이적시장에서 경남 FC로부터 대전 시티즌 출신 전상훈과 박주성을 영입함으로써 수비를 보강함과 동시에 대전의 2014년 K리그 챌린지 우승과 승격의 주역인 김찬희와 브라질 용병 브루노를 영입하면서 공격진을 보강하였고, 시즌 중반 합류한 네명의 새로운 선수들은 7월 3일 FC 안양과의 홈경기를 통해 처음 기용되었고, 모두 다 좋은 활약을 펼쳤으며, 특히 김찬희와 브루노가 나란히 한 골을 기록하며 2 – 0 승리를 거두었다. 8월 5일 수원 FC와의 홈경기에서 2 – 0 승리를 거두며 대략 3개월만에 리그 최하위에서 벗어났다. 하지만 곧바로 다시 리그 최하위로 추락하였으며, 8월 들어 경남과 성남과의 연이은 두경기 서 4골씩, 총 8골을 실점하는 등 다시 부진하기 시작하였고, 결국 8월 31일 이영익 감독이 성적 부진에 책임을 지고 사퇴하면서 김종현 코치가 감독 대행으로 잔여 시즌을 지휘하게 되었고, 9월 3일 부산 아이파크전을 통해 감독 대행으로서 첫 경기를 치렀으나 4 – 2로 패했다. 9월 10일 아산 무궁화와의 경기에서 대전은 전반에만 장준영이 부상당하고 박재우가 퇴장당하는 악재 속에 1 – 0으로 끌려갔지만, 후반 막판 김찬희와 황인범의 극장골로 2 – 1 극장승을 기록, 김종현 감독 대행 부임 후 첫승과 더불어 2017 시즌 첫 원정승을 거두었으며,9월 16일 리그 1위 경남 FC와의 홈경기서 전반에 장원석이 퇴장당하고 한골을 허용하는 등 아산전과 똑같은 악조건 속에 전반을 끝냈으나, 후반들어 두골을 기록하고 특히 두번째골은 후반 추가시간에 기록하며 두경기 연속으로 퇴장으로 인한 수적 열세 속에 극장골로 2 – 1 역전승을 거두며 시즌 첫 연승을 거두었다. 9월 23일 수원 FC전 패배로 대전은 승강 플레이오프 진출이 좌절되며 2년 연속 K리그 클래식 승격에 실패하였다. 10월 10일 과거 대전 시티즌을 이끌고 2014 시즌 K리그 챌린지 우승과 승격을 이끌었던 現 부산 아이파크 조진호 감독이 급성 심장마비로 별세하면서 많은 대전팬들에게 큰 충격을 주었으며, 같은 날 윤정섭 대표이사가 성적부진의 책임을 지고 대표이사직에서 사의를 표명하였다. 10월 22일 성남 FC전에서 1 – 1 무승부를 거두며 2017 시즌 K리그 챌린지 최하위가 확정되며 과거 K리그 챌린지 우승 경험팀으로서의 자존심을 구겼다.

#### 격동의 2018년 (2018)
2017년 11월 1일 과거 대전 시티즌 감독을 역임했던 前 대한민국 축구 국가대표팀 감독인 김호가 대표 이사로 선임되었으며, 김호와 용인시축구센터에서 함께해 온 이기범 신갈고등학교 감독을 신임 감독으로 내정했지만, 김호는 과거 감독 시절 불미스러운 일로 대전 구단을 떠났던 사람이라는 점과 더불어 이기범 감독 역시 김호와 마찬가지로 용인시축구센터에서 불미스러운 일을 겪음과 더불어 프로 감독 경력은 고사하고 프로팀 코치 경력조차 제대로 없는 감독이라는 사실에 많은 대전팬들이 이 둘의 선임에 크게 반발하였고, 결국 대전 구단은 이기범 감독을 2군 감독으로 좌천시키고 고종수 수원 삼성 코치를 신임 감독으로 내정하였으며, 고종수는 대전 시티즌 구단 최초 구단 선수 출신 감독이 되었다.
이후 선수 영입이나 방출 등을 비롯한 구단 운영과 행정 등에 있어 김호의 행적은 여러 차례 구설수를 일으키며 논란이 되왔고, 이에 분노한 대전 시티즌 팬들이 대전시티즌 비상대책위원회를 결성하였으며,2월 들어 대전 시티즌 비상대책위원회는 정상화 추진 위원회로 명칭을 변경하고 과거 김호와 고종수의 과거의 사건을 비롯한 일들에 대한 해명을 요구하는 소명 요청서를 서면으로 제출하며 본격적으로 단체 행동에 들어섰다.
3월 3일 부천 FC와의 홈경기에서 대전은 2 – 1 패하며 불안한 시작을 알렸는데, 이날 경기에서 대전팬들이 응원을 하지 않는 보이콧을 선보임과 동시에 김호와 고종수를 비판하는 내용의 현수막도 내걸었다.
이후 이기범 2군 감독의 아들인 이지호를 영입했다는 사실이 밝혀지면서 논란이 일었고, 60명에 가까운 지나치게 비대한 선수단 규모를 유지하면서 논란이 되었으며, 이러한 김호와 대전 시티즌 구단의 막장 행정과 그로 인한 세금 낭비가 청와대 청원에 올라오기도 하였다.
4월 14일 아산 무궁화와의 경기 종료 후에는 김호가 심판에게 욕설을 퍼붙고 심판실에 난입해 고성을 질렀다는 사실이 밝혀지면서 또다시 논란이 일었고, 이로 인해 대전 구단 제재금 2000만원이라는 무거운 징계를 받게 되었다.
이러한 어수선한 분위기 속에 전반기동안 대전은 리그 하위권으로까지 떨어지며 부진했지만 시즌 후반기 들어 11경기 연속 무패 행진을 이어가며 리그 3위권 내에 진입, 승격에 대한 희망이 생겼으며, 특히 8월 한달동안 전경기 무패를 기록하며 고종수는 8월 이달의 감독에 선정되었으며, 9월에는 두달 연속 이달의 감독에 선정되었다.
이후 리그 4위로 시즌을 마치며 구단 창단 이후 처음으로 승강 플레이오프에 진출하게 되었으며, 광주 FC와의 준플레이오프에서 2 – 1 승리를 거두며 부산 아이파크와의 플레이오프에 진입했으나, 부산에 3 – 0 패배하며 승격을 또다시 다음 기회로 미루게 되었다.

#### 2019년
2018 시즌이 종료된 뒤 대전 시티즌 이사회 직원들이 대거 사퇴하는 등 김호의 방만한 구단 운영은 다시 구설수에 오르기 시작했으며, 대전 시의회 행자위원들은 '김 호 사장 책임론'을 꺼내며 1억 7천만 원을 삭감, 예결위에 올렸으며, 김호가 개혁방안을 대전시에 보고하기로 예정됐지만 이를 지키지 않은차 갑자기 태도를 바꿔 오는 13일 이사진을 상대로 '경영개선계획'을 설명을 계획하고 또 선수 모집에 나서면서 사실상 시의회하고의 전쟁을 선포했으며, 결국 대전 시의회는 예결특위를 개최해 대전시티즌이 요청한 추가경정예산 6억 원을 전액 삭감했으며, 시의회 차원에서도 김호의 사퇴를 언급하기도 하였다.
결국 경영쇄신방안을 통해 대전 시티즌 구단은 58명인 선수단 규모를 35명 내외로 축소하는 한편, 사무국 운영비 절감 및 자생력 강화할 것임을 밝혔으며, 박준혁, 윤준성, 오장은 등 계약 만료 선수를 비롯한 20명의 선수를 방출하면서 선수단 축소에 나섰다.
하지만 이후 신인 선수 선발 테스트에서 불법 행위가 있었다는 사실이 밝혀지면서 또다시 구설수에 올랐으며, 결국 대전시가 대전시티즌을 선수선발과정에서 부정의혹 등을 이유로 경찰에 수사를 의뢰했다.
결국 2월 27일 대전지방경찰청 지능범죄수사대는 고종수 감독을 비롯한 코치진 등으로 구성된 평가위원 5명과 사무국 직원 3명을 참고인 신분으로 불러 강도 높게 조사했으며, 이후 코치 한명이 업무방해 혐의로 불구속 입건되었으며 고종수 감독 역시 피의자 신분으로 전환되어 수사를 받게 되었다.
2월 17일 김호는 대표 이사직에서 사퇴했으며, 박일순 대행 체제를 거쳐 최용규 신임 사장이 선임되었다.
이후 고종수 감독도 입건되었으며, 김종천 시의회 의장이 직접 고종수 감독에게 통화를 해 특정 선수를 추천하면서 그 선수 점수가 고쳐진 정황이 포착되었고, 김종천은 입건되었다.
5월 21일 성적 부진을 이유로 고종수 감독이 경질되었으며, 박철 스카우트가 감독 대행으로 9경기를 치렀지만 2무 7패로 부진했다. 이후 구단은 '선수단 운영 위원회'를 신설해 입체적인 선수 선발 시스템을 구축하기로 했으며, 대전시 보조금 의존 비율이 높은 수입구조를 개선하고 팬 소통 강화와 선수단·사무국 혁신 등 구단 전반의 체질을 개선하겠다는 계획도 내놨다.
한편 김세윤과 이지솔이 U-20 대표팀에 차출되어 2019년 FIFA U-20 월드컵에 참가해 대회 준우승에 공헌하였다
7월 1일 이흥실 감독이 신임 감독으로 선임되었다.
한퍈 대전 시티즌 구단은 브라질 1부리그 포르탈레자, 플루미넨시 구단과 국제 교류 협약 체결했으며, 브라질 국적의 마테우스 알레산드루의 영입을 통해 구단 간 성공적인 협약을 위한 첫발을 내딛는듯 했으나, 알렉산드로가 HIV 양성 반응을 보이면서 입단 하루만에 계약을 해지당했는데, 문제는 대전 구단이 선수의 HIV 감염 사실을 언론 등을 통해 만천하에 아우팅하면서 선수의 인권을 무시했다며 또다시 구설수에 올랐고, 국내외에서 법적으로 HIV 환자의 신원을 공개해서는 안된다는 법규도 위반한 꼴이 되면서 해당 선수는 구단을 상대로 법적 대응을 준비하고 알려졌고, 외국 언론까지 이번 사건을 보도하며 대전 구단은 국제적 망신을 당했다.
FC 안양과의 리그 18라운드를 통해 이흥실은 대전 감독 데뷔전을 치렀으나 1 – 2로 패했으며, 9월 15일 서울 이랜드와의 홈경기에서는 오랜만에 서포터즈들의 응원이 재개되었고, 이날 경기 대전은 1 – 0 승리를 거두면서 이흥실 감독 부임 이후 홈 첫승을 거두었다.
한편 7월 26일부로 대전 시티즌 정상화추진위원회는 대략 1년 반만에 응원 보이콧을 철회하면서 대전 시티즌 구단과 팬들간의 길고 길었던 갈등이 사실상 마무리 되었다.
10월 허태정 대전시장이 돌연 대전 시티즌을 기업에 매각을 검토한다고 밝혔으며, 10월 16일 허태정 시장은 대전시청 기자실에서 간담회를 통해 "국내 굴지 대기업과 대전 시티즌을 기업구단으로 전환하는 데 합의했다"고 밝힌데 이어 "기업이 구단 운영의 주도권을 갖는다"며 "대전을 연고로 하고 대전이라는 브랜드를 쓰는 데는 명확히 합의했지만 선수와 스태프, 시설 사용 등 세부적인 논의 과정이 남았다"고 말하면서 연고지는 쭉 대전광역시로 유지할 것임을 공식적으로 밝혔다.
이후 신세계와 하나은행 등이 유력 기업으로 거론되었고 11월 5일 하나금융그룹이 인수하면서 시민구단 전환 13년 만에 기업구단으로 다시 바뀌게 됐다.
또한 기업 구단 전환 이후 감독으로 황선홍 前 포항 스틸러스, FC 서울 감독을 선임한다는 기사가 보도되었는데, 문제는 아직 시즌도 안끝난 시점에서 계약기간이 2년이나 남은 상태인 이흥실 감독에게 구단이 미리 통보를 하거나 양해나 계약 문제에 대해 의견 조율, 통보 하나 없이 이루어진 선임이라는 점에서 현직 감독에 대한 예의를 지키지 않은 대전 구단은 또다시 구설수에 올랐다.

### 기업구단 '대전 하나 시티즌'(2020~)
하나금융그룹에서 '대전 시티즌'을 인수하여 축구단을 운영하기 위해 대한민국의 재단법인으로 법인이 먼저 2019년 12월 6일 출범했다. 대전 시티즌을 운영하는 주식회사 대전시티즌은 2019년 12월 24일에 주주총회를 개최하여, 주식회사 대전시티즌에 대한 해산을 결의하고 축구단에 대한 운영권을 재단법인 하나금융축구단에 양도하기로 결의했다. 이에 따라 재단법인 하나금융축구단이 2020년 1월 4일에 선수단 양수 계약을 체결하였고 축구팀 명칭은 '대전 하나 시티즌'으로 정해졌다. 오후 2시에 충무체육관에서 대전 하나 시티즌은 창단식을 거행하며 공식 창단되었고, 팀의 초대 감독인 황선홍은 이날 인터뷰에서 축구특별시의 명성을 되찾을것이며, 1부리그 승격이 최우선 목표라고 밝혔다.
대전 시티즌 법인이 종래 주식회사(대전광역시청+시민주주)에서 하나금융그룹에 축구단 영업권 양도하면서 별도의 진행중인 사업이 없게 되어 (주)대전시티즌은 구주식을 매입하고 소각하면서 법인 청산 절차에 들어갔다. 이 때문에 임원과 선수, 코치들은 모두가 신설구단에 들어가지는 못하고 하나그룹측이 새로 뽑게 되었다.
하나금융그룹 측은 감독과 수석코치로 황선홍과 강철을 선임하여 기존 대전시티즌의 감독 계약을 승계하지 않기로 했다. 기존 선수단 중 최소 10인은 계약 조기 해지와 방출될 것으로 보도되었다.
당초 대전 하나 시티즌이라는 명칭은 임시로 사용한 가칭으로 팬들에게 팀명 공모를 받았으나 결국 정식 팀명으로 채택됐으며, 엠블럼의 경우 기존 대전 시티즌의 엠블럼보다는 단순해졌으나 기존 엠블럼의 디자인을 반영해 제작됐다. 기존 엠블럼보다 대전 시티즌 20주년 엠블럼을 많이 참고해 제작한 모습이다. 상징색의 경우 기존 대전 시티즌의 컬러에 모기업인 하나금융그룹의 녹색이 더해져 대전 시티즌의 자주색과 하나금융그룹의 녹색이 메인 컬러로 정해졌다. 기존 대전 시티즌 팬들에게 최대한 거부감이 없도록 팀명과 엠블렘 등 팀의 정체성을 대부분 이어간건 긍정적으로 평가할 만한 부분이다.
한편 대전 하나 시티즌의 창단식을 통해 대전 시티즌의 문화와 역사를 잇겠다는 하나 금융그룹의 의지를 확인한 대전 시티즌 정상화 추진 위원회는 2020년 1월 22일부로 공식 해체를 선언하였다.
이후 박용지, 김동준, 채프만, 이규로 등 검증된 자원들을 대거 영입하며 주목을 받았으며, 특히 김동준 영입에 있어서는 K리그 최다 이적료를 기록하였다.
2020년 5월 9일 수원 FC와의 리그 개막전을 통해 기업 구단 전환 이후 역사적인 첫 경기를 치렀으며, 이날 경기에서 안드레와 박용지의 골을 앞세워 2 – 1 승리를 거두었다.
하지만 이후 대전의 경기력은 상당히 실망스러웠는데, 1부 리그급이라해도 과언이 아닌 퀄리티의 선수단을 지녔음에도 공격작업은 매끄럽지 않았고, 수비는 너무 불안했던 탓에 리드를 잡고도 마지막 고비를 넘지 못하고 무너지는 경우가 많았고, 이런 식의 안좋은 경기력이 지속되자 2020년 9월 8일, 황선홍은 대전 하나 시티즌의 감독에서 사임했다.
이후 강철 대행 체제를 거쳐 조민국 감독 대행 체제로 잔여 시즌을 치르게 되었다.
10월 대전 구단 선수 한명이 코로나19 확진 판정을 받으며 리그 잔여 2경기가 2주가량 미뤄지기도 하였다.
가까스로 준플레이오프에 진출했으나 경남에 1 – 1 무승부를 거두며 아쉽게 승격에는 실패했다.
2021 시즌을 앞두고 이민성 감독을 선임하였다.
2021년 시즌에서 대전 하나 시티즌이 최종 3위를 기록하여서 K리그2 승격 준플레이오프에서 시작하였다.
승격 준플레이오프 홈경기에서 전남 드래곤즈와 0 – 0 무승부로 상위 순위팀 우선 원칙에 따라 승격 플레이오프에 진출하였고, 승격 플레이오프 원정경기에서 홈팀 FC 안양을 3 – 1로 이겨서 K리그 승강 플레이오프에 진출하였다. K리그1 시즌이 늦게 끝나게 되어서 약 4주간 공백이 생겨서 해당 기간 훈련과 대학 축구팀과 연습경기를 하였다.
K리그 승강 플레이오프에서 1부리그팀 11위 강원 FC와 맞대결이 성사되었다. 1차전 홈경기(12월 8일)에서 대전 하나 시티즌이 강원 FC를 1 – 0으로 무실점 승리하여서 승강 플레이오프에서 유리한 고지를 차지하였으나, 2차전 강릉 원정경기(12일)에서 원정골을 먼저 넣었으나 전반전에만 내리 3골 실점하였고, 강원 볼보이의 경기 지연 사태로 팀이 흔들렸고, 결국 후반 마지막에 1골 추가 실점하여서 원정경기에서 4 – 1 대패하여서 합산 스코어 2 – 4로 패배하여서 승격이 좌절되었다.
2022 시즌은 리그 최종 2위를 기록해 김천 상무와 플레이오프를 치르게 되었고, 1차전 2 – 1 승, 2차전 4 – 0 완승으로 8년만에 1부리그 승격을 성공했다.
2023 시즌 8년만에 돌아온 1부리그 첫경기 홈경기에서 지난 승강 플레이오프때 고배를 마시게한 (2021년 12월 12일) 강원을 상대로 2 – 0으로 승리하였다.

## 선수 명단
참고: FIFA 자격 규정에 따라 소속된 국가대표팀 국기를 표시합니다. 선수는 복수의 FIFA 비회원국 국적을 가지고 있을 수 있습니다.
| 번호 | 포지션 | 국적 | 이름                     |
| ---- | ------ | ---- | ------------------------ |
| 1    | GK     |      | 이창근 (주장)            |
| 2    | DF     |      | 박규현                   |
| 3    | DF     |      | 하창래 (나고야에서 임대) |
| 5    | DF     |      | 임종은                   |
| 6    | DF     |      | 강윤성                   |
| 7    | FW     |      | 마사                     |
| 8    | MF     |      | 밥신                     |
| 9    | FW     |      | 구텍                     |
| 10   | FW     |      | 주민규                   |
| 12   | FW     |      | 김승대                   |
| 14   | MF     |      | 김준범 (부주장)          |
| 16   | DF     |      | 이명재                   |
| 17   | FW     |      | 최건주                   |
| 19   | FW     |      | 서진수                   |
| 20   | MF     |      | 정진우                   |
| 22   | DF     |      | 오재석                   |
| 25   | GK     |      | 이준서                   |

| 번호 | 포지션 | 국적       | 이름            |
| ---- | ------ | ---------- | --------------- |
| 26   | DF     |            | 김민덕          |
| 27   | FW     |            | 정재희          |
| 29   | FW     |            | 유강현          |
| 30   | MF     |            | 김봉수          |
| 31   | GK     |            | 김민수          |
| 33   | DF     |            | 김문환          |
| 35   | DF     |            | 조현우          |
| 40   | GK     |            | 이경태          |
| 44   | MF     |            | 이순민 (부주장) |
| 66   | MF     |            | 김한서          |
| 70   | MF     |            | 김현욱          |
| 72   | DF     |            | 김진야          |
| 73   | MF     |            | 이준규          |
| 76   | FW     |            | 에르난데스      |
| 77   | FW     |            | 주앙 빅토르     |
| 88   | DF     |            | 여승원          |
| 89   | GK     |            | 정산            |
| 90   | FW     |            | 김현오          |
| 98   | DF     | 우크라이나 | 안톤 (부주장)   |

### 임대 및 군 복무 선수
참고: FIFA 자격 규정에 따라 소속된 국가대표팀 국기를 표시합니다. 선수는 복수의 FIFA 비회원국 국적을 가지고 있을 수 있습니다.
| 번호 | 포지션 | 국적 | 이름                              |
| ---- | ------ | ---- | --------------------------------- |
| —    | FW     |      | 이선유 (진주시민축구단으로 임대)  |
| —    | DF     |      | 임은수 (거제시민축구단으로 임대)  |
| —    | DF     |      | 서영재 (당진시민축구단으로 임대)  |
| —    | MF     |      | 이현식 (김천 상무에서 군 복무 중) |
| —    | DF     |      | 임유석 (거제시민축구단으로 임대)  |
| —    | MF     |      | 김경환 (평택 시티즌으로 임대)     |

| 번호 | 포지션 | 국적 | 이름                                  |
| ---- | ------ | ---- | ------------------------------------- |
| —    | DF     |      | 이정택 (김천 상무에서 군 복무 중)     |
| —    | DF     |      | 김인균 (김천 상무에서 군 복무 중)     |
| —    | DF     |      | 김현우 (김천 상무에서 군 복무 중)     |
| —    | DF     |      | 임덕근 (김천 상무에서 군 복무 중)     |
| —    | DF     |      | 박진성 (김천 상무에서 군 복무 중)     |
| —    | MF     |      | 켈빈 (아틀레치쿠 고이아니엔시로 임대) |
| —    | FW     |      | 정우빈 (김포 FC로 임대)               |
| —    | DF     |      | 김민우 (김포 FC로 임대)               |

## 스태프

### 지도자
| 직책        | 이름          |
| ----------- | ------------- |
| 감독        | 황선홍        |
| 수석 코치   | 명재용        |
| 코치        | 요시다 다츠마 |
| 코치        | 배효성        |
| 코치        | 김창수        |
| 골키퍼 코치 | 김일진        |
| 피지컬 코치 | 박성균        |
| 피지컬 코치 | 홍덕기        |

## 기록과 통계

### 우승 기록

#### 리그
- K리그2

● 우승 (1): 2014
● 준우승 (2): 2021, 2022

#### 컵
- 코리아컵

● 우승 (1): 2001
- 리그컵

● 준우승 (1): 2004
- 슈퍼컵

● 준우승 (1): 2002

### 시즌 결과
| 시즌 | K리그  | K리그 | 코리아컵 | 코리아컵 | 리그컵       | 리그컵 | 챔피언스리그 | 챔피언스리그 | 클럽월드컵 | 클럽월드컵 |
| 시즌 | 디비전 | 순위  | 대회     | 순위     | 대회         | 순위   | 대회         | 순위         | 대회       | 순위       |
| ---- | ------ | ----- | -------- | -------- | ------------ | ------ | ------------ | ------------ | ---------- | ---------- |
| 1997 | 1부    | 7     | FA컵     | 16강     | 아디다스컵   | 8      | -            | -            | -          | -          |
| 1997 | 1부    | 7     | FA컵     | 16강     | 프로스펙스컵 | B조    | -            | -            | -          | -          |
| 1998 | 1부    | 9     | FA컵     | 16강     | 아디다스컵   | A조    | -            | -            | -          | -          |
| 1998 | 1부    | 9     | FA컵     | 16강     | 필립모리스컵 | 6      | -            | -            | -          | -          |
| 1999 | 1부    | 8     | FA컵     | 16강     | 아디다스컵   | 8강    | -            | -            | -          | -          |
| 1999 | 1부    | 8     | FA컵     | 16강     | 대한화재컵   | A조    | -            | -            | -          | -          |
| 2000 | 1부    | 8     | FA컵     | 24강     | 아디다스컵   | 8강    | -            | -            | -          | -          |
| 2000 | 1부    | 8     | FA컵     | 24강     | 대한화재컵   | B조    | -            | -            | -          | -          |
| 2001 | 1부    | 10    | FA컵     | 1        | 아디다스컵   | B조    | -            | -            | -          | -          |
| 2002 | 1부    | 10    | 슈퍼컵   | 2        | 아디다스컵   | B조    | -            | -            | -          | -          |
| 2002 | 1부    | 10    | FA컵     | 3        | 아디다스컵   | B조    | -            | -            | -          | -          |
| 2003 | 1부    | 6     | FA컵     | 8강      | -            | -      | 챔피언스리그 | A조          | -          | -          |
| 2004 | 1부    | 11    | FA컵     | 3        | 삼성하우젠컵 | 2      | -            | -            | -          | -          |
| 2005 | 1부    | 8     | FA컵     | 16강     | 삼성하우젠컵 | 11     | -            | -            | -          | -          |
| 2006 | 1부    | 10    | FA컵     | 16강     | 삼성하우젠컵 | 4      | -            | -            | -          | -          |
| 2007 | 1부    | 6     | FA컵     | 16강     | 삼성하우젠컵 | B조    | -            | -            | -          | -          |
| 2008 | 1부    | 13    | FA컵     | 32강     | 삼성하우젠컵 | B조    | -            | -            | -          | -          |
| 2009 | 1부    | 9     | FA컵     | 3        | 피스컵       | A조    | -            | -            | -          | -          |
| 2010 | 1부    | 13    | FA컵     | 3        | 포스코컵     | C조    | -            | -            | -          | -          |
| 2011 | 1부    | 15    | FA컵     | 16강     | 러시앤캐시컵 | A조    | -            | -            | -          | -          |
| 2012 | 1부    | 13    | FA컵     | 8강      | -            | -      | -            | -            | -          | -          |
| 2013 | 1부    | 14    | FA컵     | 32강     | -            | -      | -            | -            | -          | -          |
| 2014 | 2부    | 1     | FA컵     | 32강     | -            | -      | -            | -            | -          | -          |
| 2015 | 1부    | 12    | FA컵     | 16강     | -            | -      | -            | -            | -          | -          |
| 2016 | 2부    | 7     | FA컵     | 16강     | -            | -      | -            | -            | -          | -          |
| 2017 | 2부    | 10    | FA컵     | 16강     | -            | -      | -            | -            | -          | -          |
| 2018 | 2부    | 4     | FA컵     | 3R       | -            | -      | -            | -            | -          | -          |
| 2019 | 2부    | 9     | FA컵     | 3R       | -            | -      | -            | -            | -          | -          |
| 2020 | 2부    | 4     | FA컵     | 16강     | -            | -      | -            | -            | -          | -          |
| 2021 | 2부    | 3     | FA컵     | 3회전    | -            | -      | -            | -            | -          | -          |
| 2022 | 2부    | 2     | FA컵     | 2회전    | -            | -      | -            | -            | -          | -          |
| 2023 | 1부    | 8     | FA컵     | 16강     | -            | -      | -            | -            | -          | -          |
| 2024 | 1부    | 8     | 코리아컵 | 16강     | -            | -      | -            | -            | -          | -          |
| 2025 | 1부    |       | 코리아컵 |          | -            | -      | -            | -            | -          | -          |

## 역대 인물

#### 영구 결번

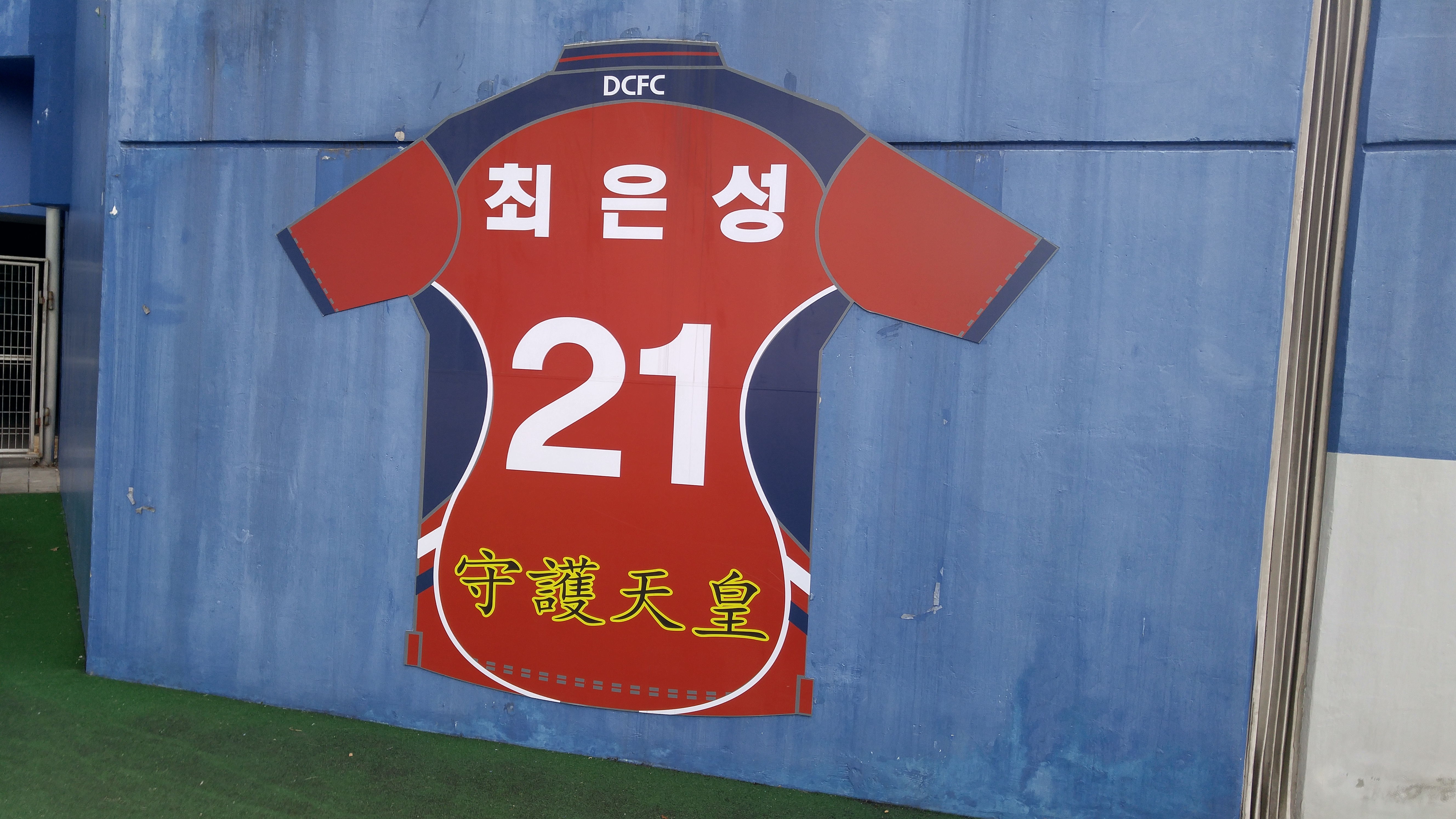
대전월드컵경기장 내 최은성의 21번 헌정을 기념하는 부착물

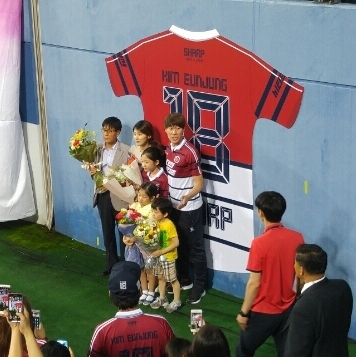
은퇴식에서 대전월드컵경기장 내 김은중의 18번 헌정을 기념하는 부착물 앞에서 기념사진 촬영중인 김은중

| 번호 | 포지션 | 국적     | 이름   | 소속 기간       | 헌정 기간        |
| ---- | ------ | -------- | ------ | --------------- | ---------------- |
| 18   | FW     | 대한민국 | 김은중 | 1997-2003, 2014 | 18년 (2016-2034) |
| 21   | GK     | 대한민국 | 최은성 | 1997-2011       | 21년 (2012-2033) |

#### 역대 주장
| 년도          | 주장   | 부주장 | 노트                                                                                          |
| ------------- | ------ | ------ | --------------------------------------------------------------------------------------------- |
| 1997년        | 전경택 |        | 대전의 초대 주장                                                                              |
| 1998년~2001년 | 김태완 |        |                                                                                               |
| 2002년        | 김정수 |        |                                                                                               |
| 2003년        | 최은성 |        | 대전의 최장수 주장                                                                            |
| 2004년        | 최은성 |        | 대전의 최장수 주장                                                                            |
| 2005년        | 최은성 | 강정훈 | 대전의 최장수 주장                                                                            |
| 2006년        | 최은성 | 민영기 | 대전의 최장수 주장                                                                            |
| 2007년        | 강정훈 | 정성훈 |                                                                                               |
| 2008년        | 고종수 | 나광현 |                                                                                               |
| 2009년        | 김길식 |        |                                                                                               |
| 2009년        | 최은성 |        | 2009 시즌 개막직전 김길식의 계약해지로 주장직 복귀                                            |
| 2010년        | 황지윤 | 박성호 |                                                                                               |
| 2010년        | 황지윤 | 바벨   |                                                                                               |
| 2011년        | 박성호 |        |                                                                                               |
| 2012년        | 이호   |        |                                                                                               |
| 2012년        | 이정열 |        |                                                                                               |
| 2013년        | 박진옥 | 김태연 |                                                                                               |
| 2013년        | 김태연 |        |                                                                                               |
| 2013년        | 한덕희 |        | 주장 완장을 제대로 착용한 적은 없지만 2013시즌 마지막 홈경기 매치데이페이퍼에 주장으로 표기됨 |
| 2014년        | 윤원일 | 정석민 |                                                                                               |
| 2015년        | 윤원일 | 안상현 |                                                                                               |
| 2015년        | 안상현 |        | 시즌 초반 윤원일의 시즌 아웃으로 주장직 수행                                                  |
| 2015년        | 김병석 |        | 시즌 후반 안상현의 시즌 아웃으로 주장직 수행                                                  |
| 2016년        | 김병석 | 김선민 | 2016년 정식주장 선임                                                                          |
| 2017년        | 김진규 | 이호석 |                                                                                               |
| 2017년        | 김진규 | 장원석 |                                                                                               |
| 2018년        | 오장은 | 안상현 |                                                                                               |
| 2019년        | 안상현 | 키쭈   |                                                                                               |
| 2020년        | 황재훈 | 조재철 |                                                                                               |
| 2020년        | 황재훈 | 박인혁 |                                                                                               |
| 2021년        | 박진섭 | 서영재 |                                                                                               |
| 2022년        | 조유민 | 김민덕 |                                                                                               |
| 2023년        | 주세종 | 이창근 |                                                                                               |
| 2023년        | 주세종 | 김민덕 |                                                                                               |
| 2023년        | 주세종 | 임덕근 |                                                                                               |
| 2024년        | 이순민 | 주세종 |                                                                                               |
| 2024년        | 주세종 | 이창근 | 이순민의 시즌 초반 잦은 부상으로 주장직 수행                                                  |
| 2024년        | 주세종 | 강윤성 | 이순민의 시즌 초반 잦은 부상으로 주장직 수행                                                  |
| 2024년        | 주세종 | 안톤   | 이순민의 시즌 초반 잦은 부상으로 주장직 수행                                                  |
| 2025년        | 이창근 | 김준범 |                                                                                               |
| 2025년        | 이창근 | 이순민 |                                                                                               |
| 2025년        | 이창근 | 안톤   |                                                                                               |

### 역대 감독
- 취임은 공식 취임식 일자이며 취임식이 없거나 미상인 경우 공식 선임 일자를 기재한다.

| 순번 | 이름      | 취임       | 사임        | 재임시즌  | 승 | 무 | 패 | 비고 |
| ---- | --------- | ---------- | ----------- | --------- | -- | -- | -- | --- |
| 1대  | 김기복    | 1996/11/21 | 2000/10/25  | 1997–2000 | 35 | 26 | 81 | |
| 2대  | 이태호    | 2000/10/26 | 2002/12/30  | 2001–2002 | 13 | 22 | 35 | - 2001 구단 최초 FA컵 우승 감독 - 구단 최초 우승 타이틀 감독 - 구단 최초 지역 출신 감독                                                                             |
| 3대  | 최윤겸    | 2003/01/08 | 2007/06/30  | 2003–2007 | 54 | 68 | 56 | - 구단 역대 최장 기간 감독 - 구단 최초 시즌 도중 물러난 감독 - 구단 2번째 지역 출신 감독                                                                            |
| 4대  | 김호      | 2007/07/13 | 2009/06/26  | 2007–2009 | 19 | 18 | 29 | - 구단 2번째 시즌 도중 물러난 감독 - 구단 최고령 감독 |
| 대행 | 왕선재    | 2009/06/27 | 2009/10/26  | 2009      | 15 | 20 | 35 | - 전임 감독 사임으로 감독 대행직 수행 - 구단 최초 감독대행 |
| 5대  | 왕선재    | 2009/10/27 | 2011/07/02  | 2009–2011 | 15 | 20 | 35 | - 구단 최초 감독 대행직 수행 후 정식 감독으로 승진 - 구단 3번째로 시즌 도중 물러난 감독                                                                             |
| 대행 | 신진원    | 2011/07/03 | 2011/07/16  | 2011      | 0  | 0  | 2  | - 구단 2번째 감독 대행 - 구단 최초 대전 시티즌 소속 선수 출신 감독 대행                                                                                             |
| 6대  | 유상철    | 2011/07/20 | 2012/12/01  | 2011–2012 | 16 | 14 | 26 | |
| 7대  | 김인완    | 2012/12/05 | 2013/10/02  | 2013      | 2  | 9  | 19 | - 구단 4번째로 시즌 도중 물러난 감독 |
| 대행 | 조진호    | 2013/10/03 | 2014/05/08  | 2013–2014 | 26 | 14 | 26 | - 구단 3번째 감독 대행 |
| 8대  | 조진호    | 2014/05/08 | 2015/05/20  | 2014–2015 | 26 | 14 | 26 | - 2014 구단 최초 K리그 챌린지 우승 감독 - 구단 2번째 감독 대행직 수행 후 정식 감독으로 승진한 감독 - 구단 2번째 우승 타이틀 감독 - 구단 5번째 시즌 도중 물러난 감독 |
| 대행 | 마이클 김 | 2015/05/21 | 2015/05/31  | 2015      | 0  | 0  | 1  | - 구단 최초 외국인 감독 대행 - 구단 4번째 감독 대행으로 최소 경기 (1경기) 지휘                                                                                      |
| 9대  | 최문식    | 2015/05/28 | 2016/10/30  | 2015–2016 | 18 | 15 | 33 | |
| 10대 | 이영익    | 2016/11/17 | 2017/08/31  | 2017      | 4  | 7  | 15 | - 구단 6번째 시즌 도중 물러난 감독 |
| 대행 | 김종현    | 2017/08/31 | 2017//10/29 | 2017      | 2  | 4  | 4  | - 구단 4번째 감독 대행 - 구단 2번째 대전 시티즌 소속 선수 출신 감독 대행                                                                                            |
| 11대 | 고종수    | 2017/12/01 | 2019/05/23  | 2018–2019 | 19 | 11 | 20 | - 구단 최초 대전 시티즌 소속 선수 출신 감독 - 구단 최연소 감독 - 구단 7번째 시즌 도중 물러난 감독                                                                   |
| 대행 | 박철      | 2019/05/23 | 2019/06/30  | 2019      |    |    |    | - 구단 5번째 감독 대행 - 구단 3번째 대전 시티즌 소속 선수 출신 감독 대행                                                                                            |
| 12대 | 이흥실    | 2019/07/02 | 2019/12/16  | 2019      |    |    |    | - 구단 역대 최단 기간 감독 - 기업 구단 전환 이전 마지막 감독 |
| 13대 | 황선홍    | 2020/01/04 | 2020/09/08  | 2020      |    |    |    | - 기업 구단 전환 이후 초대 감독 |
| 대행 | 강철      | 2020/09/08 | 2020/09/17  | 2020      |    |    |    | - 구단 6번째 감독 대행 - 기업 구단 전환 이후 초대 감독 대행 |
| 대행 | 조민국    | 2020/09/18 | 2020/11/25  | 2020      |    |    |    | - 구단 7번째 감독 대행 |
| 14대 | 이민성    | 2020/12/09 | 2024/05/21  | 2021-2024 |    |    |    | - 기업 구단 전환 이후 두번째 감독 - 기업 구단 전환 이후 시즌 도중 물러난 감독                                                                                       |
| 대행 | 정광석    | 2024/05/21 | 2024/06/02  | 2024      |    |    |    | - 구단 8번째 감독 대행 |
| 15대 | 황선홍    | 2024/06/03 |             | 2024-     |    |    |    | - 구단 최초 재취임 감독 |

### 역대 경영진
| 순번 | 이름             | 취임       | 사임         | 비고                                                                                             |
| ---- | ---------------- | ---------- | ------------ | ------------------------------------------------------------------------------------------------ |
| 1대  | 강영구           | 1997       | 1998         | - 구단 초대 대표 이사                                                                            |
| 2대  | 유정현           | 1999       | 2000         |                                                                                                  |
| 3대  | 이원보           | 2001       | 2002         |                                                                                                  |
| 4대  | 김광식           | 2003       | 2005         |                                                                                                  |
| 5대  | 이원보           | 2005/05    | 2006/07      | - 시민 구단 전환 이후 초대 대표 이사                                                             |
| 6대  | 이윤원           | 2006/08/09 | 2007/12      |                                                                                                  |
| 7대  | 송규수           | 2007/12/28 | 2009/06/24   |                                                                                                  |
| 8대  | 정준수 직무 대행 | 2009/06/24 | 2009/08/31   |                                                                                                  |
| 9대  | 김광식           | 2009/09/01 | 2010/08/06   |                                                                                                  |
| 10대 | 김윤식           | 2010/08/24 | 2011/05/31   | - 승부조작 파문으로 사임                                                                         |
| 11대 | 김광희           | 2011/07/04 | 2012/03/08   | - 최은성 방출 파문으로 사임                                                                      |
| 12대 | 진장옥 직무 대행 | 2012/03/11 | 2012/05/23   |                                                                                                  |
| 13대 | 전종구           | 2012/05/24 | 2013/12/04   |                                                                                                  |
| 14대 | 김세환           | 2013/12/05 | 2015/01/12   | - 구단 최연소 대표 이사                                                                          |
| 15대 | 전득배           | 2015/01/13 | 2015/12/01   |                                                                                                  |
| 16대 | 윤정섭           | 2016/01/05 | 2017/11/29   |                                                                                                  |
| 17대 | 김호             | 2017/11/01 | 2019/03/11   | - 구단 최초 선수, 감독 출신 대표 이사 - 구단 최초 팀 감독 출신 대표 이사 - 구단 최고령 대표 이사 |
| 18대 | 권헌규 직무 대행 | 2019/03/11 | 2019/03/26   |                                                                                                  |
| 19대 | 박일순 직무 대행 | 2019/03/26 | 2019/04/10   |                                                                                                  |
| 20대 | 최용규           | 2019/04/10 | 2019/12/31   |                                                                                                  |
| 21대 | 허정무           | 2020/01/04 | 2023/06/30김 | - 기업(금융그룹) 구단 전환 이후 초대 대표 이사                                                   |
| 22대 | 정태희 직무 대행 | 2023/06/30 | 2024/06/14   |                                                                                                  |
| 23대 | 이태호           | 2024/06/16 |              | - 기업(금융그룹) 구단 전환 이후 두번째 대표 이사                                                 |

## 스폰서
| 년도      | 유니폼 스폰서 | 메인 스폰서  | 서브 스폰서  |
| --------- | ------------- | ------------ | ------------ |
| 1997–1998 | 아디다스      | 계룡건설     | 동아건설     |
| 1999      | 로또          | 계룡건설     | 동아건설     |
| 2000      | 아디다스      | 계룡건설     | 동아건설     |
| 2001      | 아디다스      | 계룡건설     |              |
| 2002      | 카파          | 계룡건설     |              |
| 2003–2004 | 로또          | 대전광역시   |              |
| 2005      | 엄브로        | 대전광역시   | KT&G         |
| 2006      | 훼르자        | 대전광역시   | KT&G         |
| 2007–2008 | 로또          | 대전광역시   | KT&G         |
| 2009–2010 | 로이쉬        | 대전광역시   | KT&G         |
| 2011      | 호마          | 대전광역시   | 충청하나은행 |
| 2012      | 로또          | 대전광역시   | 충청하나은행 |
| 2013      | 카파          | 대전광역시   | 충청하나은행 |
| 2014–2016 | 켈미          | 대전광역시   | 충청하나은행 |
| 2017–2018 | 아스토레      | 대전광역시   | 충청하나은행 |
| 2019      | 호마          | 대전광역시   | 충청하나은행 |
| 2020-2021 | 아스토레      | 하나금융그룹 | 하나은행     |
| 2022-2023 | 마크론        | 하나금융그룹 | 하나은행     |
| 2024-     | 푸마          | 하나금융그룹 | 하나은행     |

## 경기장
| 경기장 | 이름                    | 소유주                  | 개장년도 | 사용기간 | 사용기간 |
| 경기장 | 이름                    | 소유주                  | 개장년도 | 사용시작 | 사용종료 |
| ------ | ----------------------- | ----------------------- | -------- | -------- | -------- |
|        | 한밭종합운동장 주경기장 | 대전광역시 시설관리공단 | 1964년   | 1997년   | 2002년   |
|        | 대전월드컵경기장        | 대전광역시 시설관리공단 | 2001년   | 2002년   |          |
|        | 논산시민운동장          |                         | 1997년   | 2024년   |          |
|        | 공주시민운동장          |                         | 1990년   | 2024년   |          |

### 대전월드컵경기장
홈 경기장은 대전월드컵경기장이다. 2001년부터 홈 경기장으로 사용되고 있다.
대전월드컵경기장은 대한민국 대전광역시 유성구 노은1동에 있는 축구장으로 2001년 1,450억 원의 예산을 들여 건설되었다. 42,176명을 수용할 수 있고, 대지 면적은 169,769m2, 연면적은 100,689.92m2이다. 2002년 FIFA 월드컵 대한민국과 이탈리아의 16강전, 스페인과 남아프리카 공화국, 폴란드와 미국의 조별리그 경기를 치루었으며, 동시에 2003년 K리그 올스타전이 열렸고, 2014년 프란치스코 교황이 방문한 바 있고, 이를 기념하여 경기장 부근에 프란치스코교황로가 조성되었다.
유성 나들목과 가깝고, 경기장 옆에는 노은농수산물도매시장이 있으며, 월드컵경기장역은 시장 옆에 있다.
대한민국 최초로 반 개폐식 지붕구조를 갖춘 축구 전용 경기장으로 대전광역시 시설관리공단에서 관리를 맡고 있다. 경기장 내에는 월드컵 홍보관과 스포츠센터가 있다. 주 경기장 인근에는 478석 규모의 관중석을 갖춘 보조경기장이 있다.
2016년 K리그 그린 스타디움에 선정되었다.
2002년 FIFA 월드컵 이외에도 2005년 동아시아 축구 선수권 대회, 2017년 FIFA U-20 월드컵 등의 메이저 대회를 개최하였다.

### 한밭종합운동장 주경기장
대전 구단 창단 이후 2001 시즌 대전월드컵경기장 개장 전까지 대전 시티즌의 홈구장으로 사용되었다.
대전한밭종합운동장은 대한민국 대전광역시 중구 대종로 373(부사동 162-1)에 위치한 스포츠 경기장 종합 단지였다. 축구와 육상 경기를 할 수 있는 다목적경기장인 주경기장은 1964년에 완공되었으며, 2008년부터 2009년 9월까지 리모델링 공사를 하였으며, 2015년 관중석 교체 공사 또한 시행하였다. 2022년 상반기 초반에 야구장으로 재건축될 예정으로 해체될 것이다.
총 3만 명이 입장이 가능하며,타원형 형태에 지상 3층으로 이루어져 있으며, 축구 경기장과 400m 트랙 8레인으로 구성된 제2종 육상 경기장이 있다.
2012년 전남 드래곤즈와의 홈경기 때 이벤트성으로 한밭종합운동장에서 홈경기를 개최했다. 2014년 시즌 막판에 대전월드컵경기장 잔디 보수공사로 10월부터 11월 두달간 임시홈구장으로 사용하였으며, 수원 FC와의 2014 시즌 리그 홈폐막전 5 – 2 승리로 대전시티즌의 2014년 K리그 챌린지 우승을 확정지은 공간이기도 하다.
2021년 시즌 9월부터 대전월드컵경기장 잔디 전면 보수공사로 3개월 10일간 임시홈구장으로 사용하였으며, 2021년 12월 8일 K리그 승강 플레이오프 1차전 강원 FC와의 경기 1 – 0 승리로 대전 하나 시티즌의 K리그2 시즌 마지막 경기를 마쳤다.

## 클럽 하우스
대전 하나 시티즌의 클럽 하우스인 덕암축구센터는 대한민국 대전광역시 대덕구 대덕대로 1448번길에 위치하고 있다. 체육시설 인프라를 확충하고 대전 시티즌의 경기력 향상과 유소년 축구 활성화 및 지역주민과 생활체육 동호인의 건전한 여가활동 공간 제공을 목적으로 1, 2단계로 나눠 2011년 조성사업이 착수했으며, 2014 시즌부터 선수단이 입주하였고, 2015년에 최종 완공되었다.
대지 면적은 78,246m2에 연면적 3,811m2다.
선수단 숙소와 축구장 2면, 풋살장 3면과 족구장 1면 등으로 구성되어있다.

## 엠블럼과 마스코트

### 20주년 엠블럼

20주년 엠블렘 발표회

대전 구단은 2017시즌을 앞두고 창단 20주년을 맞이해 기념 엠블렘을 제작하였고, 엠블렘 디자인은 기존 엠블렘 제작자이기도한 장부다 디자이너가 맡았다.
원래는 1월 7일 대전월드컵경기장 중회의실에서 공개될 예정이였으나, 전수현 선수의 영입 과정에서 엠블렘이 조기 유출되며 논란이 일었다.
한편 20주년 엠블렘의 경우 기본 색상을 2000년 시즌과 2001년 시즌에 조금씩 변화했던 자주색을 통일시켜 표준화하였고, 피와 투쟁정신을 결합한 핏빛 자주색으로 정하고 ‘Bloody Purple’이라는 명칭을 붙였다. 또한 기존 엠블럼의 핵심요소인 백제 금동대항로 상단의 봉황과 중앙의 십자, DCFC 영문자 배열을 그대로 가져오면서 원형의 테두리에 양쪽에는 대전을 의미하는 한자인 大(큰 대)와 田(밭 전)을 형상화시켜 디자인에 적용했다. 엠블럼 중앙의 십자 역시 대전의 전(田)자를 형상화하였으며, 대한민국의 중심이자 교통의 핵심 요지라는 의미를 내포하고 있고, 엠블럼에 사용된 슬로건 루체 인 알티스(Luce In Altis)는 라틴어로 높은 곳에서 빛나라는 의미를 가지고 있다.

### 마스코트
대전 시티즌의 마스코트는 대전이와 사랑이라는 이름의 계룡산의 정기를 이어받은 곰이며, 스페인어로 자줏빛 승리의 곰 이란 의미인 뿌비오라고 불리기도 한다. 축구에 대한 순수한 열정과 푸근하고 귀여운 이미지를 가지고 있다.
한편 2018년 새로운 이미지의 마스코트를 공개했으며, 추가로 대전이와 사랑이 사이의 아기곰인 자주라는 이름의 새로운 마스코트 역시 공개했다.

## 서포터즈
대전의 서포터즈는 퍼플 크루와 대저니스타 두 개로 나뉘어 있다.
퍼플 크루는 대전 시티즌의 메인 컬러인 자주색을 영어로 한 Purple과 집단이라는 뜻의 Crew의 합성어로 자줏빛 군단이라는 뜻을 가지고 있으며, 구단 선수 지원팀장 출신인 신재민 팀장에 의해 발족되었으며, 초반에는 사커 레전드라는 이름으로 불렸다.
대저니스타는 폐쇄적인 응원보다는 자발적이고 대중적인 응원문화를 추구함으로써 GO, 울트라스 유토피아 ,UFST 등의 작은 소모임을 여러 두고 있으며, 남성들로만 구성이 된 대전의 아들 역시 대저니스타 소속이였으나, 2017년 대저니스타로부터 분리되었다.
2020년 대전 구단이 기업 구단으로 재탄생하게 되면서 16년 가까이 갈라져있던 서포터즈 퍼플크루와 대저니스타는 대전하나시티즌 주최로 열린 '응원문화 발전을 위한 팬 간담회'에서 서포터 조직을 해체하기로 잠정 합의한 후 공식 해체했으며, 두 단체가 통합되어 대전 러버스라는 새로운 서포터즈로 거듭났다.

## 캐치프레이즈
| 년도            | 캐치프레이즈                     |
| --------------- | -------------------------------- |
| 1997            | 새롭고 신나는 축구로 시민과 함께 |
| 2007            | Shine Purple 2007                |
| 2008            | Exciting Daejeon Turning 2008    |
| 2009            | Go-all Together 2009             |
| 2010            | We are all PURPLES               |
| 2012-2013       | Believe Brave Purple             |
| 2013            | Miracle 2013                     |
| 2014            | Sweat is Sweet                   |
| 2015            | New Beginnig 2015                |
| 2016, 2018-2019 | 자주자주                         |
| 2017            | Luce In Altis                    |
| 2020~           | Together We Stand                |

## 참고 문헌
- “스포츠지원포털 등록 현황”. 대한체육회.
- “KFA 통합경기정보 시스템”. 대한축구협회.
- “K리그 데이터 포털”. 한국프로축구연맹.